# Gallo Azul
El Gallo Azul es un edificio situado en el centro de Jerez de la Frontera (Cádiz) España.
Debido a su especial ubicación y su sencilla pero personal arquitectura, se ha convertido en uno de los símbolos arquitectónicos de Jerez.

## Historia

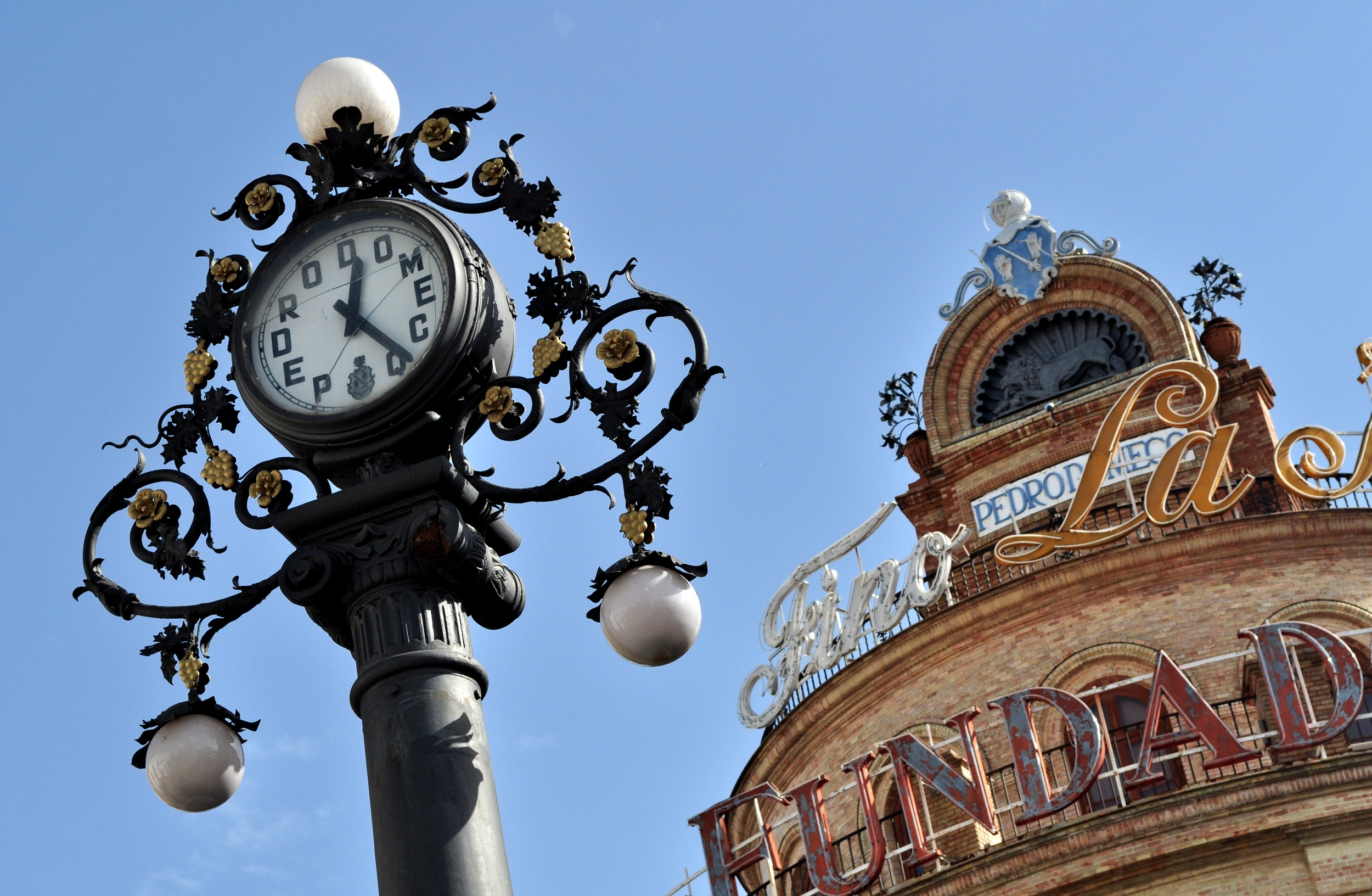
Detalle del reloj del Gallo Azul.

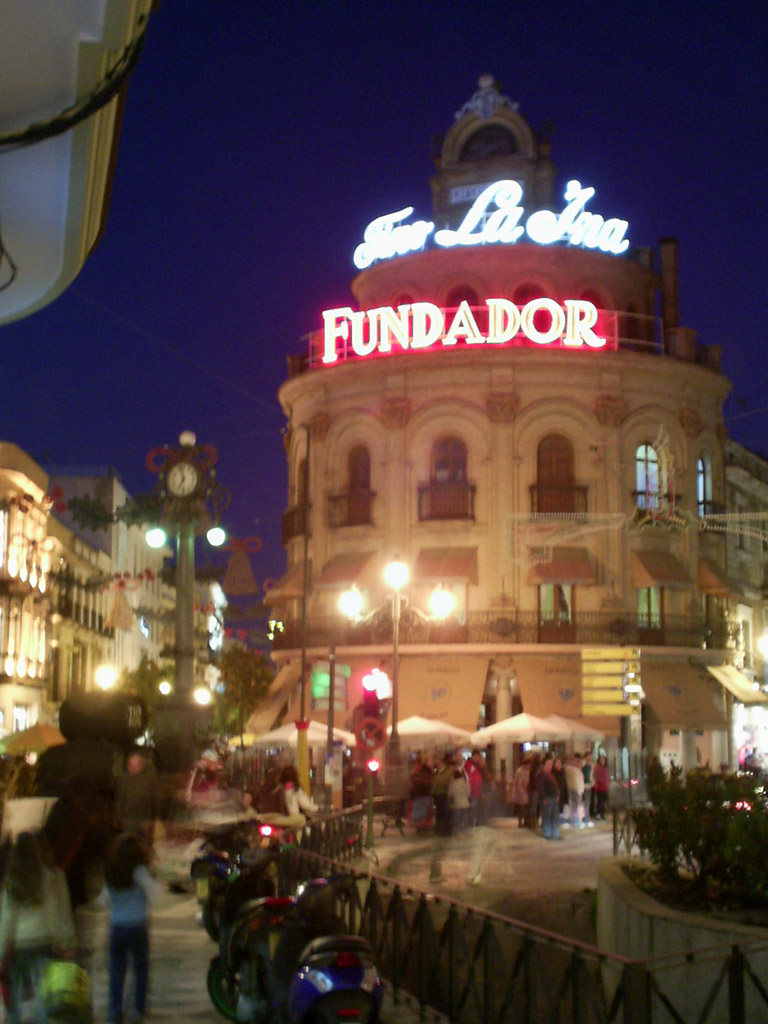
Gallo Azul de noche.

Con motivo de la Exposición Iberoamericana de 1929, la familia Domecq le encarga al arquitecto sevillano que crease un edificio que serviría para embellecer el cruce entre la calle Larga y la calle Santa María, en la plaza homónima al edificio, como regalo a la ciudad. El Gallo Azul es un paso obligado en el centro histórico y comercial de Jerez y quizás por ello, es uno de los lugares más fotografiados.
El diseño de Aníbal González resultó un edificio de estilo clásico y portentoso, con clase y elegancia para el lugar donde se ubicaría. Técnicamente se encuadra dentro de un estilo regionalista y neomudéjar.
Las obras comenzaron en 1927, acabando al año siguiente. Sigue la arquitectura tradicional en ladrillo que Aníbal González estaba llevando a cabo en Sevilla. De igual estilo, arquitecto y época data la estación de trenes de Jerez.

## Descripción
Posee la singularidad de su planta casi circular. En el piso se encuentra una galería abierta con columnas jónicas de mármol blanco y en la planta superior hasta conseguir una amplia terraza en ella. 
Con una estudiada composición de fachada, remata el edificio un gran azulejo semicircular flanqueado por dos jarras de azucenas.
El edificio acoge un restaurante y gastrobar.